# Giuseppe Tominz
Giuseppe Tominz (Gorizia, 6 luglio 1790 – Gradiscutta, 24 aprile 1866) è stato un pittore italiano, di fama internazionale, considerato il massimo ritrattista di area goriziano-triestina dell'Ottocento.

## Biografia

### Gli anni giovanili e Roma
Nato a Gorizia, figlio di Ivano Tominz, un commerciante italiano in ferramenta, studiò in seminario e nel contempo apprese a dipingere con un pittore suo concittadino, Carlo Kebar. Restato orfano della madre Maria Anna Giacchini in giovanissima età, abbandonò la casa paterna dopo le seconde nozze di suo padre, nel 1803. Dopo aver errato per alcuni anni nei paesi e nelle borgate del goriziano guadagnandosi da vivere come ritrattista, nel 1808 fu notato dall'arciduchessa Marianna d'Austria, sorella dell'imperatore Francesco I che, riconosciuto il talento del giovane, l'anno successivo lo inviò a Roma a perfezionarsi presso la bottega di Domenico Conti Bazzani, artista mantovano che risiedeva da tempo nella città papale.
A Roma Tominz entrò in contatto con alcuni grandi pittori del tempo, come Francesco Hayez e Ingres ed apprese le tecniche dell'incisione da Bartolomeo Pinelli. Di questo periodo sono La venere e cupido, La lettrice e soprattutto uno Studio di apostolo che ottenne premi e riconoscimenti da parte del mondo accademico capitolino. Dopo il matrimonio con una cameriera romana e la nascita del primo figlio Augusto (1818), Tominz rientrò con la famiglia a Gorizia (1819), dove nascerà il secondogenito Raimondo (1822).

### La maturità artistica
La notorietà acquisita a Roma permise a Tominz di ottenere, nella propria città natale, numerose e importanti commesse, sia da parte delle gerarchie ecclesiastiche locali che di quelle civili. Molto ammirate furono sia una sua pala d'altare per la cappella di San Carlo che quella per la cattedrale di Gorizia richiestegli entrambe dall'Arcivescovo. Fra i ritratti emergono quelli di note famiglie goriziane e due effigie dell'imperatore che dipinse per conto del Tribunale civico della sua città natale e per il Tribunale commerciale di Trieste.
Il pittore fu anche a Lubiana dove immortalò la nobildonna Cecilia di Auersperg, uno dei suoi capolavori. Sono di questo periodo (1825-1826 circa) anche due celebri autoritratti, entrambi inseriti in ambienti domestici; il secondo, del 1826, è anche conosciuto come Ignoto alla finestra.
Attorno al 1825 Tominz si trasferì a Trieste dove era già noto per alcuni suoi lavori, come la già citata effigie imperiale per il Tribunale commerciale. Fra i suoi ritratti più celebri realizzati negli anni triestini ricordiamo quello dei coniugi Demetrio, del conte Pasquale Revoltella, della famiglia Moscon, di Zuan delle Rose e di Giuseppe e Fanny de Toppo. Quest'ultima immortalò l'avvenimento in uno dei suoi diari. L'artista non disdegnò ritrarre familiari ed amici, fra cui suo fratello Francesco, Giuseppe Bernardino Bison, pittore anch'esso ed autore degli affreschi di una casa di campagna di proprietà dei Tominz a Gradiscutta e Natale Pontoni, farmacista.
Sono della fine degli anni trenta del Ottocento i ritratti di Maria e Caterina Ragusin, di Lussino e quello di Giusto Giuseppe Allodi con cui Tominz vinse il primo premio all'Esposizione d'arte di Venezia del 1840. Ammiratissimi furono anche i suoi oli del quinto decennio del XIX secolo, spesso esposti insieme a quelli dei più celebri artisti italiani del tempo presso l'Accademia triestina di Belle Arti, meglio conosciuta come Filotecnica. Nel 1848-1849 Tominz dipinse i suoi ultimi capolavori (Ritratto del padre e la Famiglia Parisi).

### Gli ultimi anni
Dopo il 1850, una progressiva diminuzione della vista fece perdere all'artista il rigore e le doti pittoriche di un tempo. Tominz si fece aiutare sempre più da suo figlio Augusto, anch'egli pittore, ma meno dotato di lui. I ritratti si fecero sempre meno espressivi, le committenze diminuirono e l'artista goriziano si vide costretto ad aprire uno studio fotografico per poter mantenere il tenore di vita cui era avvezzo.
Nel 1855, ormai sessantacinquenne, abbandonò definitivamente Trieste e fece ritorno a Gorizia, dove aveva ancora molti ammiratori e dove dipinse i suoi ultimi ritratti. Fu anche invitato ad eseguire alcuni affreschi per il Teatro sociale della città, ma declinò l'offerta. Iniziò a trascorrere lunghi soggiorni a Gradiscutta in Val Vipacco presso Prevacina, nella propria casa di campagna, spesso accompagnato da suo fratello Francesco o dai suoi due figli. Ivi Tominz si spense nel 1866, all'età di settantasei anni.

## Lo stile
Noto soprattutto come ritrattista, Giuseppe Tominz assorbì negli anni giovanili romani la lezione neoclassica, che successivamente si arricchì di suggestioni romantiche, ma che mai venne del tutto abbandonata dal pittore. Borghesi, nobili, alti prelati, funzionari ed artisti vollero farsi immortalare da lui. Fine psicologo, maestro nell'impiego della luce e nella tecnica del chiaroscuro, Tominz riusciva a mettere in evidenza, facendoli nitidamente emergere, i tratti salienti della personalità dei propri modelli. Il suo stile fu sobrio, soffuso da un equilibrio e una compostezza di gusto neoclassico.

## Opere principali
- L'imperatore Francesco I (1821), imperatore del Sacro Romano Impero e successivamente, all'estinzione di tale entità statuale (1807), imperatore d'Austria col nome di Francesco II (olio su tela, Musei Provinciali, Gorizia)
- L'imperatore Ferdinando I (dopo il 1821), imperatore d'Austria (olio su tela, Musei Provinciali, Gorizia)
- Cecilia d'Auresperg (1822), contessa austriaca (olio su tela, Narodna Galerja, Lubiana)
- Autoritratto (1825), raffigura il pittore seduto dinanzi alla porta di servizio della propria casa (olio su tela, Civico Museo Revoltella, Trieste)
- Autoritratto o ignoto alla finestra (1826), raffigura Giuseppe Tominz trentaseienne (olio su tela, Narodna Galerja, Lubiana)
- Filippo Amodeo (1830), facoltoso commerciante campano (di Conca) residente a Trieste (olio su tela, Civico Museo Revoltella, Trieste)
- Giuseppe Bernardino Bison (1830 circa), noto pittore e amico personale di Giuseppe Tominz (olio su tela, Civico Museo Revoltella, Trieste)
- Giuseppina Holzknecht (1831 circa), moglie di un ricco commerciante triestino di origine tirolese (olio su tela, Civico Museo Revoltella, Trieste)
- Pietro Melchiorre Alimonda (1839 circa), armatore triestino di lontane ascendenze arabe (olio su tela, collezione privata)
- Teresa Deperis Alimonda (1839 circa), moglie di Pietro Melchiorre Alimonda (olio su tela, collezione privata)
- Anton Maria Budinich (1840 circa), uomo politico di Lussino e patriota. Nel 1848 guidò un'insurrezione anti-austriaca, venendo arrestato e incarcerato (olio su tela, 1840 circa, collezione privata)
- Giusto Giuseppe Allodi (1840), agiato borghese triestino. Con questa tela il Tominz vinse il primo premio all'esposizione internazionale di Venezia nel 1840 (olio su tela, collezione privata)
- Francesco Saverio Luschin (1850 circa), arcivescovo di Gorizia e consigliere imperiale (olio su tela, Musei Provinciali, Gorizia)

## Galleria d'immagini

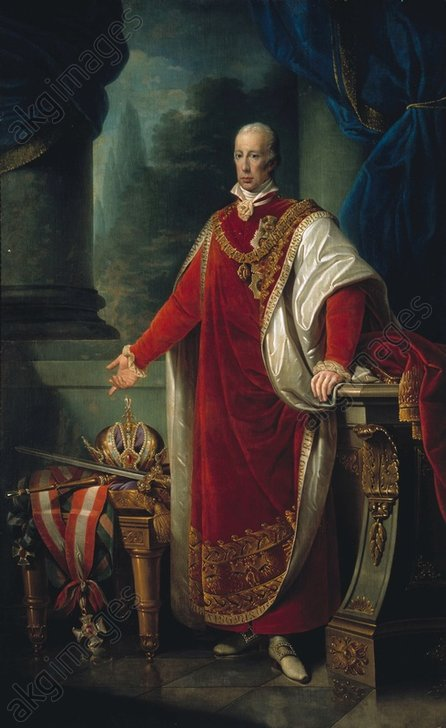
Francesco I d'Austria
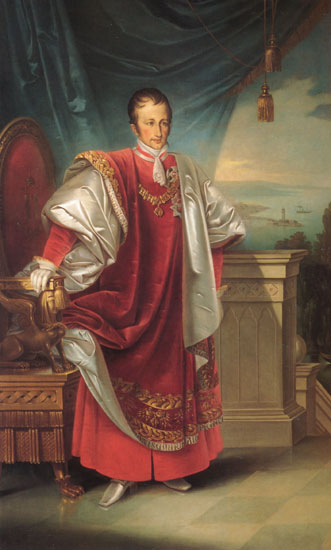
Ferdinando I d'Austria
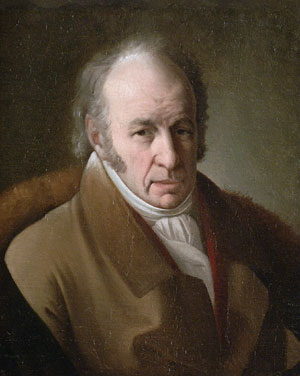
Giuseppe Bernardino Bison
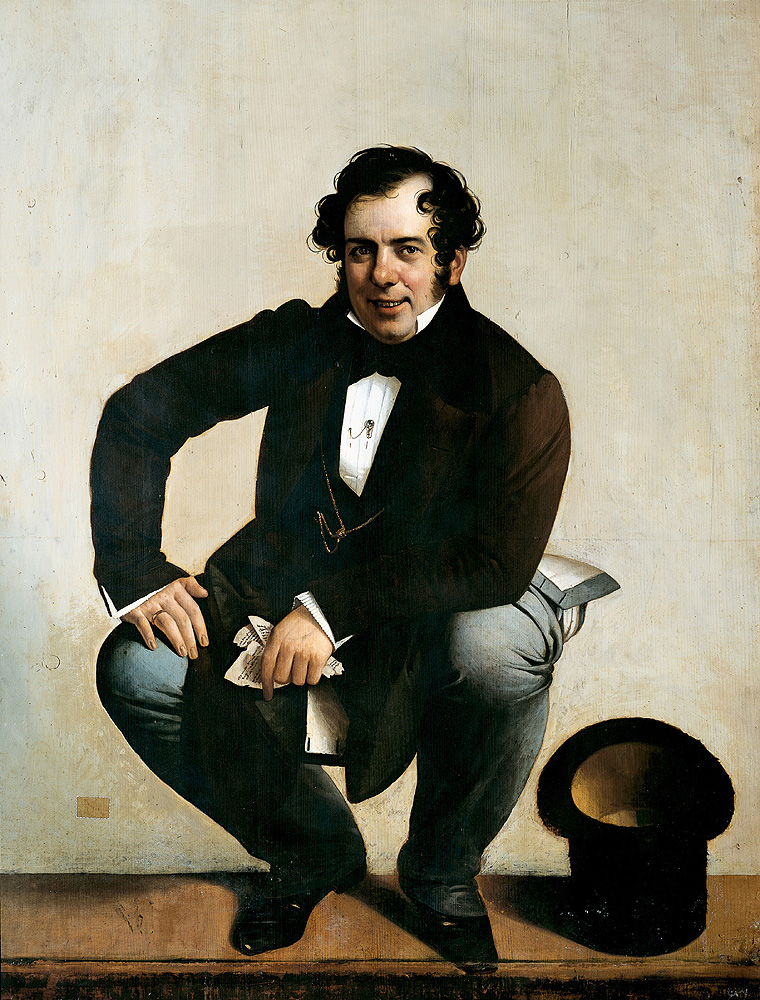
Autoritratto